# Юма (окръг, Колорадо)
Вижте пояснителната страница за други значения на Юма.
Окръг Юма (на английски: Yuma County) е окръг в щата Колорадо, Съединени американски щати. Площта му е 6136 km², а населението – 10 075 души (2017). Административен център е град Рей.